# أندرو أندرسون (تنس)
أندرو أندرسون (بالإنجليزية: Andrew Anderson)‏ مواليد 8 أبريل 1983 في جوهانسبرغ، هو لاعب كرة مضرب جنوب أفريقي بدأ مسيرته كمحترف سنة 2002 يلعب باليد اليمنى. أعلى تصنيف له في الفردي كان المركز الـ 376 في سنة 2010.

## النهائيات
| الرقم | التاريخ        | الدورة   | الأرضية | المنافس في النهائي | النتيجة            |
| 1.    | 27 سبتمبر 2004 | كيغالي   | ترابية  | ماتوي ميدلكوب      | 6–3, 7–6(7–3)      |
| 2.    | 5 سبتمبر 2005  | مومباسا  | صلبة    | جينيس شيدزيكوي     | 6–1, 6–3           |
| 3.    | 10 أكتوبر 2005 | غابورون  | صلبة    | جينيس شيدزيكوي     | 7–6(7–4), 2–6, 6–2 |
| 4.    | 31 أكتوبر 2005 | بريتوريا | صلبة    | ستيفن ميتشل        | 6–2, 3–6, 6–3      |
| 5.    | 19 أكتوبر 2009 | بريتوريا | صلبة    | سيباستيان ريسشيك   | 6–4, 6–2           |
| 6.    | 17 مايو 2010   | ديربان   | صلبة    | أمير وينتروب       | 3–6, 6–3, 7–6(7–3) |

## روابط خارجية
- أندرو أندرسون على موقع رابطة محترفي التنس (الإنجليزية)
- أندرو أندرسون على موقع الاتحاد الدولي لكرة المضرب (الإنجليزية)
- أندرو أندرسون على موقع خلاصة التنس.كوم (الإنجليزية)
- أندرو أندرسون على موقع إي إس بي إن.كوم (الإنجليزية)